# 가이도마리촌
가이도마리촌(貝泊村)은 후쿠시마현 이와키군에 있던 촌이다. 현재의 이와키시 다비토정 니치부에 해당한다.

## 역사
- 1889년 4월 1일 - 정촌제 시행에 의해 가이도마리촌이 단독으로 자치체를 형성하였다.
- 1896년 4월 1일 - 군 통합에 의해 이와키군이 성립하여 소속이 변경되었다.
- 1941년 4월 1일 - 다비토촌에 편입해 동일 가이도마리촌은 폐지되어 다비토촌의 오아자가 되었다.

## 참고문헌
- 角川日本地名大辞典 7 福島県